# Брахинит
Брахинитите са метеорити, принадлежащи към малка, ненапълно проучена група от примитивни ахондрити. Само някои от тях са били подложени на подробно проучване, а останалите са описани единствено в резюмета. Носят името на метеорита Брахина, паднал на 26 май 1974 г. в Южна Австралия. Първоначално богатият на оливин метеорит е класифициран като шасинит – марсиански метеорит, който съдържа предимно оливин. Допълнителните изследвания обаче, показват различен модел микроелементи, както и уникален кислород-изотопен състав, което го прави основоположник на нова група ахондрити. Към 2021 г. групата на брахинитите включва 54 члена, доста от които не са сигурни брахинити.

## Произход
Произходът на брахинитите все още остава спорен. Те могат да представляват окислени и прекристализирали хондритни материали, частични остатъци от стопилка или магмени кумулати (скали, образувани от гравитационно утаяване на кристали в стопилката).
Проучванията на съдържанието на оливин в различни астероиди сочат, че е възможно родителското тяло на брахинитите да е 289 Ненета – астероид от тип А, богат на оливин.
Според друго предположение те произхождат от хондрити от групата R. Моделите на топене на брахинитите показват, че частичното топене не може да създаде богати на оливин остатъци, които да съдържат повече желязо от хондрита, от който са се образували. Дори оливинът с умерено количество желязо трябва да има необичаен хондритов произход и затова се предполага, че произхождат от окислени R хондрити или техни стопилки, които отразяват различни варианти в състава на Астероидния пояс. Вероятно са се образували от родителска литология, химически сходна, но не идентична с хондритите от групата на румуритите (R), въпреки че различните изотопни съставки на кислорода на R хондритите и брахинитите налагат сериозно ограничение на тази хипотеза.
Трети вариант се базира на очевидната липса на изобилни скали, представляващи частични стопилки и предполага, че брахинитите може да са се образували върху родителско тяло с радиус по-малък от 100 км, където ранните частични стопилки са били отстранени от родителското тяло чрез експлозивен пирокластичен вулканизъм.
Петрологичните и геохимичните различия между отделните брахинити водят до допускането, че е възможно не всички да са образувани по един и същи начин и дори от едно и също родителско тяло. Освен това е възможно да не бъдат подходящи за една и съща група и в бъдеще да се наложи да бъдат разделени на няколко групи.

## Възраст
Проведени са много малко хронологични проучвания на брахинитите, голяма част от тях са публикувани само в резюмета, но данните са достатъчни, за да покажат, че те са се образували в ранната история на Слънчевата система. Първата точна възраст на кристализация е определена за метеорита Брахина и изследванията водят до резултат от 4,5637 билиона ± 0,9 милиона години.

## Състав
Брахинитите са ултрамафични скали с ниско съдържание на SiO2 (∼36 – 39 тегл.%), високо съдържание на MgO (∼27 – 30 тегл.%), значително високо съдържание на FeO (∼26 – 37 тегл.%), ниско съдържание на Al2O3 (∼0.2 – 2.5 тегл.%) и комбинирани Na2O и K2O (∼0 – 0.7 тегл.%).
Брахинитите са богати на оливин примитивни ахондрити, които показват разнообразна петрология, като някои имат различия в обемната си химия и в кислород-изотопните съставки. Съставени са предимно от дребни, еквигранулирани (с еднакъв размер на минералните зърна) оливинови зърна (74 – 98%), като между тях са разпръснати малки количества авгит (4 – 15%), плагиоклаз (0 – 10%), хромит (0,5 – 2%), шпинел (около 1%), троилит (1,3%), железни сулфиди (3 – 7%) и бегли следи от ортопироксен, фосфати и никел-желязо. Свободен метал се среща много рядко, или въобще отсъства, въпреки че те съдържат общо до 20% желязо, главно под формата на богат на желязо оливин. Някои брахинити показват изчерпване на алуминия, калция, рубидия, калия и натрия в тях.
Изобилието от литофилни (със силен афинитет към кислорода) елементи в брахинитите е близко до това при хондритите, но те не са фракционирани, което е още едно основание да бъдат класифицирани към примитивните ахондрити. Съдържанието на сидерофилни елементи (със слаб афинитет към кислород и сяра) в различните екземплряри силно варира.

## Текстура
Брахинитите са скали с обща ксеноморфна, гранулирана текстура. Ксеноморфна е текстурата, при която кристали без собствени очертания, са разположени в свободните пространства между кристалите на други минерали.
Минералите в брахинитите обикновено са хомогенни, а текстурите са средни до едрозърнести, с приблизителен размер на зрънцата от 0,1 до 1,5 mm. Оливинът се среща като приблизително сферични зърна с 0,5 – 1,5 мм в диаметър, но понякога присъстват и призматични. Някои от по-големите зърна оливин имат неправилни, дълбоко вдлъбнати граници. Пироксенът е с високо съдържание на калций и се намира във вид на сферични, до неправилни зърна с диаметър 0,2 – 0,7 мм. Плагиоклазът се среща като силно неправилни късчета с диаметър 0,2 – 1,5 мм. Съставени са от мозайка от множество дребни зрънца и обикновено съдържат везикули (сферични кухини) с размери до 100 µm в диаметър и често частично или изцяло обхващат оливиновите зърна. Шпинелът е със сферични до неправилни зърна с диаметър 0,02 – 0,3 мм. Понякога се срещат сулфиди и редки метали със зърна <10 µm, образуващи изобилни криволинейни включвания по повърхността на всички останали минерали.